# The Player (1997)
The Player is een Amerikaanse televisiefilm uit 1997 geregisseerd door Mark Piznarski. De hoofdrollen worden vertolkt door Patrick Dempsey en Michael Parks. De film is een spin-off van The Player uit 1992.

## Rolverdeling
- Patrick Dempsey
- Michael Parks
- Archie Kao
- Jennifer Garner
- Jennifer Grey
- Suzy Nakamura
- Blair Tefkin